# Marquesado de la Rodriga
El marquesado de la Rodriga es un título nobiliario español creado por la reina regente María Cristina de Habsburgo Lorena y concedido, en nombre del rey Alfonso XIII, a Manuel González-Longoria y Leal, senador del Reino, el 20 de abril de 1895 por real decreto.

## Marqueses de la Rodriga
|                           | Titular                                         | Periodo                   |
| Creación por Alfonso XIII | Creación por Alfonso XIII                       | Creación por Alfonso XIII |
| ------------------------- | ----------------------------------------------- | ------------------------- |
| I                         | Manuel González-Longoria y Leal                 | 1895-1943                 |
| II                        | María de los Ángeles Cañedo y González-Longoria | 1951-1956                 |
| III                       | María de los Ángeles Villate y Muñoz            | 1956-hoy                  |

## Historia de los marqueses de la Rodriga
La lista de los marqueses de Torre Soto de Briviesca, junto con sus fechas de sucesión en el título, es la que sigue:
- Manuel González-Longoria y Leal (f. 1943), I marqués de la Rodriga, gentilhombre del rey.

Falleció soltero y sin descendientes. En 1951 le sucedió su sobrina, hija de Francisca González-Longoria y Leal —su hermana— y César Cañedo y Sierra, VI conde de Agüera:
- María de los Ángeles Cañedo y González-Longoria (1870-1963), II marquesa de la Rodriga.

Se casó, en 1899, con Juan Bautista Muñoz y Bernaldo de Quirós, III duque de Tarancón y II conde de Casa Muñoz. El 21 de diciembre de 1956, por cesión, le sucedió su nieta materna, hija de Alicia Muñoz y Cañedo —IV duquesa de Tarancón, III condesa de Casa Muñoz, II condesa del Recuerdo y II condesa de Gracia— y Antonio Villate y Vaillánt (1899-1944) —IV conde de Valmaseda—:
- María de los Ángeles Villate y Muñoz (n. 1930) III marquesa de la Rodriga.

Se casó con Manuel González y Martínez de Yedra (1920-2008), comandante de aviación.